# Choumen (obchtina)
Choumen (bulgare : Шумен) est une obchtina de l'oblast de Choumen en Bulgarie.